# 绿蜂鸟
绿蜂鸟（学名：Saucerottia beryllina），是雨燕目蜂鸟科的一种鸟类。
绿蜂鸟体重约4.5克，翼长约53.4毫米，嘴峰长约21.3毫米，喙宽度约2.3毫米，喙厚度约2.1毫米，跗蹠长约5.7毫米，尾长约31.8毫米。绿蜂鸟在其分布区内为留鸟，其栖息在半开放的高大树木组成的森林中，食性为草食性，主要食物来源是植物的花蜜。

## 亚种
- ：分布于墨西哥西北部索诺拉州至格雷罗州。
- ：分布于墨西哥东部和中部韦拉克鲁斯州至瓦哈卡州。
- ：分布于墨西哥南部恰帕斯州西部。
- ：分布于墨西哥南部的恰帕斯州中部和南部。
- ：分布于危地马拉高原至洪都拉斯。[4]